# Jean-Claude Juncker
Pour l’article ayant un titre homophone, voir Junker (homonymie).
Jean-Claude Juncker (/ʒɑ̃ːkloːd ˈjʊŋkɐ/), né le 9 décembre 1954 à Redange-sur-Attert, est un homme d'État luxembourgeois. Il est président de la Commission européenne de 2014 à 2019.
Président du Parti populaire chrétien-social (CSV) de 1990 à 1995, il est Premier ministre du Luxembourg de 1995 à 2013 et président de l'Eurogroupe de 2005 à 2013. Il est désigné en 2014 pour remplacer José Manuel Durão Barroso à la présidence de la Commission européenne.

## Parcours professionnel

### Formation
Jean-Claude Juncker a effectué ses études secondaires auprès des pères du Sacré-Cœur à l'école apostolique de Clairefontaine (commune d'Arlon) en Belgique avant de passer son baccalauréat classique-littéraire au lycée Michel-Rodange à Luxembourg. Il y apprend le latin. Titulaire d'une maîtrise en droit de l'université de Strasbourg en 1979, il prête serment comme avocat en février 1980 après avoir suivi le cours complémentaire de droit luxembourgeois. Il n'a cependant jamais effectué le stage d'avocat et s'est immédiatement tourné vers la politique, en rejoignant le secrétariat général du parti chrétien-social luxembourgeois.[réf. nécessaire]

### Parcours politique

#### Débuts
Membre du Parti populaire chrétien-social (CSV) depuis 1974, il en devient, en octobre 1979, le secrétaire parlementaire. Il en sera le président entre janvier 1990 et février 1995.
Juncker est nommé en décembre 1982, à vingt-huit ans, secrétaire d'État au Travail et à la Sécurité sociale dans le gouvernement Werner-Thorn-Flesch.
En juin 1984, il est élu pour la première fois au Parlement luxembourgeois et sera nommé ministre du Travail et ministre délégué au Budget dans le premier gouvernement dirigé par Jacques Santer, puis, après les élections législatives de juin 1989, ministre des Finances et ministre du Travail.

#### Premier ministre du Luxembourg

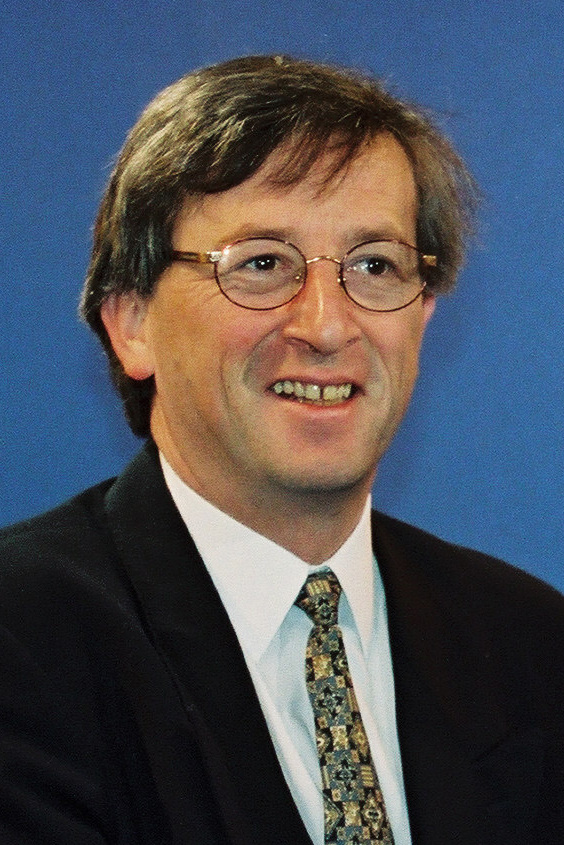
Jean-Claude Juncker en 1997

La désignation de Jacques Santer comme président de la Commission européenne par le Conseil européen et sa confirmation à ce poste par le Parlement européen, conduit le grand-duc Jean à nommer Juncker Premier ministre et ministre d’État le 20 janvier 1995. Même en tant que chef du gouvernement, il continuera à exercer les fonctions de ministre des Finances, ministre du Travail et de l'Emploi et ministre du Trésor.
Juncker participa au Conseil pour les affaires économiques et financières (ECOFIN), étant un des architectes clefs du traité de Maastricht, et notamment de ce qui relevait de l'Union économique et monétaire.
En 1998 il est devenu le quatrième destinataire de la Vision pour l'Europe Award.
En mars 2009, il se dit « alarmé » par les propos du pape Benoît XVI opposé à l'usage du préservatif comme moyen de lutte contre la contamination par le SIDA.
En 2009, dans un discours devant le Parlement luxembourgeois, il souhaite élargir les possibilités d'avortement au grand-duché. L'article 353 du Code pénal affirme que l'avortement n'est pas punissable si la santé physique ou psychique de la femme enceinte est en danger. Le Premier ministre souhaite que ce soit désormais possible en cas de « détresse d’ordre physique, psychique ou social ». Il propose à cette occasion l’accès gratuit aux moyens de contraception pour les femmes jusqu’à l’âge de 25 ans.
Juncker soutient aussi l'introduction du mariage homosexuel au Luxembourg.

##### Législatives de 1999
Après les élections législatives de juin 1999, remportées par le Parti populaire chrétien-social, Jean-Claude Juncker est reconduit à la tête du nouveau gouvernement composé de représentants du CSV et du Parti démocratique, mettant ainsi fin à une coalition gouvernementale de quinze ans entre le CSV et le Parti ouvrier socialiste luxembourgeois. Jean-Claude Juncker garde également les portefeuilles des Finances et des Communications.
Le 27 mai 2003, il devient citoyen d'honneur de la ville de Trèves.

##### Législatives de 2004
En juin 2004, après la victoire de son parti, qui, avec plus de 35 % des voix, remporte vingt-quatre des soixante sièges aux élections législatives, et trois des six sièges aux élections européennes, Jean-Claude Juncker refuse, malgré l’« amicale » pression de la majorité des dirigeants européens, le poste de président de la Commission européenne.
Lors de la réunion de Schéveningue du 10 septembre 2004, Jean-Claude Juncker est porté à la présidence de l'Eurogroupe, pour un mandat de deux ans, à compter du 1er janvier 2005, en devenant ainsi le premier président permanent. Il est reconduit dans ses fonctions pour un nouveau mandat de deux ans, courant jusqu'au 31 décembre 2008. À Bruxelles, il a été une nouvelle fois reconduit le 18 janvier 2010 pour un nouveau mandat de deux ans et demi.
Président de ce même conseil durant le premier semestre 2005, il a dû faire face à la non-ratification du projet de Constitution européenne de la part de la France et des Pays-Bas. À ce titre, il avait fait une déclaration qui avait créé la polémique en France, le 25 mai 2005 au journal belge Le Soir, c'est-à-dire quatre jours avant que les Français se prononcent le 29 mai 2005, sur le référendum français sur le traité établissant une constitution pour l'Europe, en précisant que « Si c'est oui, nous dirons donc : on poursuit ; si c'est non, nous dirons : on continue ! ». Par la suite, en février 2008, l'Assemblée nationale française a voté le traité de Lisbonne, sans que la France cette fois organise un référendum. Il fut également en désaccord avec le Premier ministre britannique, Tony Blair, concernant le budget européen. En 2006, il est lauréat du prix international Charlemagne.
Il reçoit le titre de docteur honoris causa de l'université Robert-Schuman (Strasbourg-III) le 25 octobre 2007. En 2007, il reçoit la médaille saint-Liboire pour l'unité et la paix.

##### Démission et élections anticipées de 2013
Jean-Claude Juncker annonce la démission du gouvernement pour le 11 juillet 2013, à la suite d'un scandale concernant les services de renseignement, accusés d'avoir constitué une véritable police secrète et politique en fichant illégalement des centaines de milliers de citoyens.
Son parti, le Parti populaire chrétien-social, reste la première formation politique du Parlement lors des élections législatives de 2013, mais perd des voix par rapport à la précédente élection. Malgré cela, Jean-Claude Juncker n'est pas reconduit à son poste. En effet, les socialistes et les libéraux se sont entendus avec Les Verts, pourtant en perte de vitesse, pour avoir une (mince) majorité à la Chambre des députés, et le libéral Xavier Bettel a pu s'installer au poste de Premier ministre du grand-duché et présider un gouvernement de coalition à trois.

#### Affaire «Luxembourg Leaks»
En 2014, il est mis en cause dans l'affaire « Luxembourg Leaks » qui révèle de manière détaillée l'organisation de l'exil fiscal de plus de 1 000 entreprises avec l'approbation de l'administration luxembourgeoise des impôts. Le scandale embarrasse Juncker, ancien Premier ministre du grand-duché du Luxembourg de 1995 à 2013, qui sous la pression politique et médiatique répond le 12 novembre 2014 n'avoir « jamais donné d’instructions sur aucun dossier particulier » dans ce cadre. S'il fait valoir que les rulings fiscaux permettant aux entreprises d'obtenir des engagements de l'administration fiscale sur les impositions futures sont conformes aux règles internationales, il reconnaît également qu'ils vont à l'encontre de la « justice fiscale » et des « normes éthiques et morales ».
Pour le quotidien Les Échos, l'enquête « a sapé une partie de la légitimité de Jean-Claude Juncker » qui se verrait ramené « à un rôle de grand ordonnateur de l'évasion fiscale ». Une motion de censure contre Juncker comprenant soixante-dix-sept signataires est initiée par le parti politique italien Mouvement 5 étoiles rejoint notamment par l'UKIP et le Front national. La motion précisant que « Jean-Claude Juncker ayant occupé le poste de Premier ministre pendant toute la durée de ces accords le rend directement responsable des politiques d'évitement fiscal ». Elle a peu de chances de réussir, les conservateurs et des sociaux-démocrates qui ont la majorité au Parlement européen soutenant « sans ambiguïté » Jean-Claude Juncker.
En juillet 2016, la presse révèle des documents de la justice américaine attestant que Jean-Claude Juncker a rencontré en 2003 les responsables de la politique fiscale de la société Amazon avant l’installation de celle-ci au Luxembourg. Ces faits remettent ainsi en cause ses déclarations de non ingérence dans les accords passés par l’administration fiscale du Luxembourg.
Selon des informations citées par The Guardian, Jean-Claude Juncker a usé de sa fonction de Premier ministre du Luxembourg pour opposer son veto à la plupart des initiatives présentées devant l’Union européenne et destinées à lutter contre l’évasion fiscale des multinationales,.

#### Président de la Commission européenne

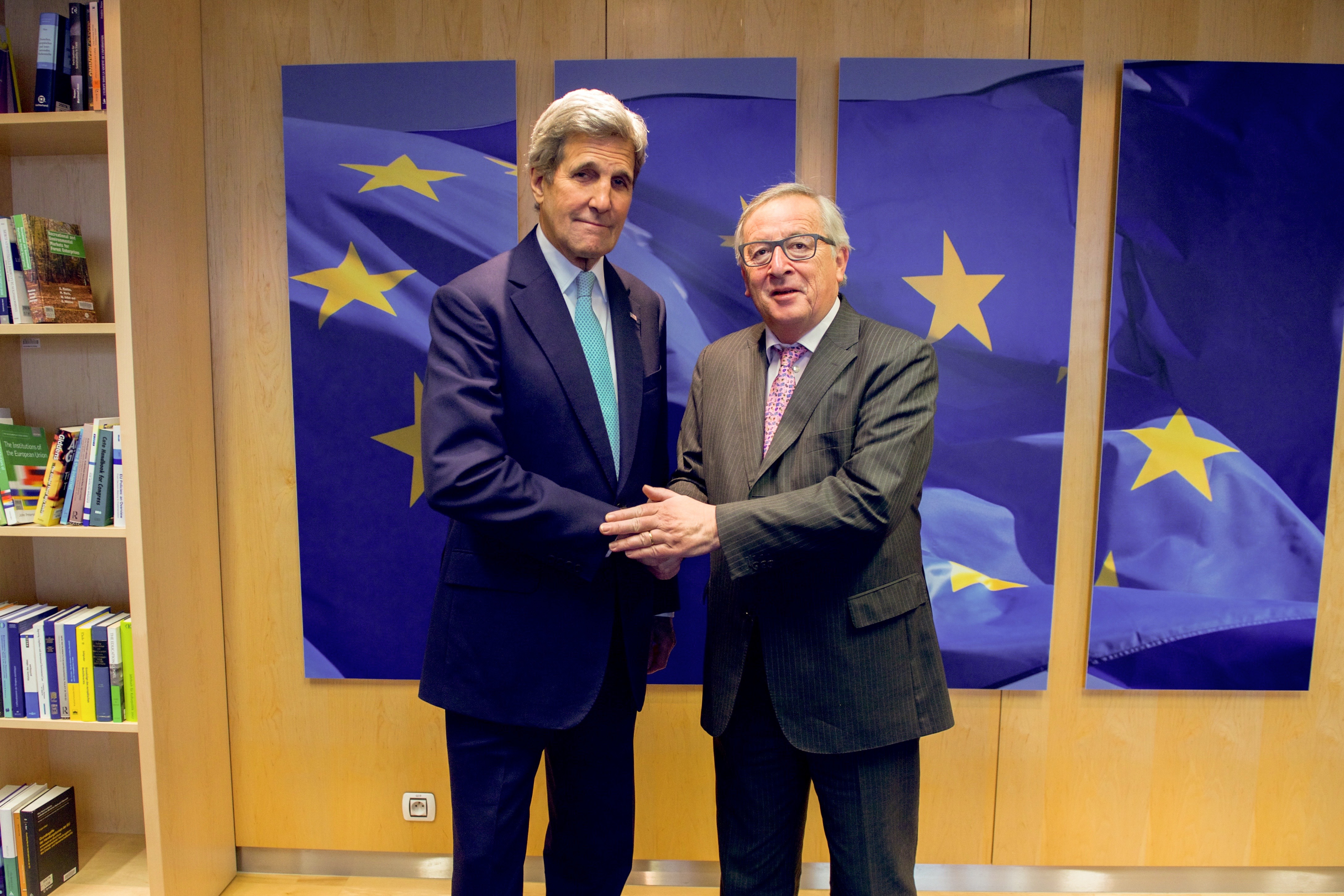
Jean-Claude Juncker avec le secrétaire d'État des États-Unis, John Kerry, en mars 2016.

Début 2014, il est désigné candidat du Parti populaire européen (PPE) (battant le Français Michel Barnier) afin de mener la liste du parti aux élections européennes de 2014 et donc de briguer le poste de président de la Commission européenne en cas de victoire. En dépit de l'opposition notable de David Cameron et de Viktor Orbán,, il est désigné par les autres dirigeants de l'Union européenne, le 27 juin 2014, pour prendre la présidence de la Commission européenne en novembre 2014.
En novembre 2014, Jean-Claude Juncker est à l'origine d'une proposition visant à encadrer les rapports entre les commissaires et les lobbyistes. Il s'engage également à rendre obligatoire le registre des lobbies qui exercent à Bruxelles.
Deux ans plus tard, il est l'objet de plusieurs critiques, notamment des pays d'Europe de l'Est et au sein même des personnalités qui l'avaient initialement soutenu, comme Angela Merkel. Lui sont notamment reprochés son fédéralisme trop poussé, son comportement parfois désinvolte, un plan de relance européen jugé faible et sa participation aux pressions contre la Grèce, le Portugal et l'Espagne au sujet de leur redressement économique. Le scandale Luxembourg Leaks participe également à affaiblir son image.
Jean-Claude Juncker annonce, le 11 février 2017, qu’il ne briguera pas un deuxième mandat en 2019. Il exprime dans le même temps ses doutes par rapport à l'unité au sein de l'UE, estimant que le Brexit pouvait « diviser sans trop d’efforts les vingt-sept autres États membres » qui évolueraient, selon lui, dans « des directions différentes » et « difficilement compatibles entre elles ». Alors qu'il est considéré comme trop social par les caciques du PPE, il refuse d'apporter son soutien à Manfred Weber, désigné par le PPE pour lui succéder après les élections européennes de 2019 en cas de victoire.
En octobre 2018, Juncker rappelle au gouvernement populiste italien son obligation de respect des critères européens en matière de réduction de la dette publique, l'Italie ayant une dette publique de plus de 130 % de son PIB alors que les règles européennes en vigueur prévoient le plafond de 60 % du PIB. La Commission européenne réclame quatre milliards d’euros d’économies en plus de 7,5 milliards déjà consentis par l’Italie, et annonce même l'ouverture d'une procédure de sanction à son égard,. En décembre 2018, après quelques semaines de doute, le gouvernement italien accepte de revoir son budget à la baisse pour 2019.

### Après la Commission européenne
Ursula von der Leyen lui succède le 1er décembre 2019. Il conserve un bureau dans le bâtiment Berlaymont afin d’écrire ses mémoires.

### Problèmes de santé

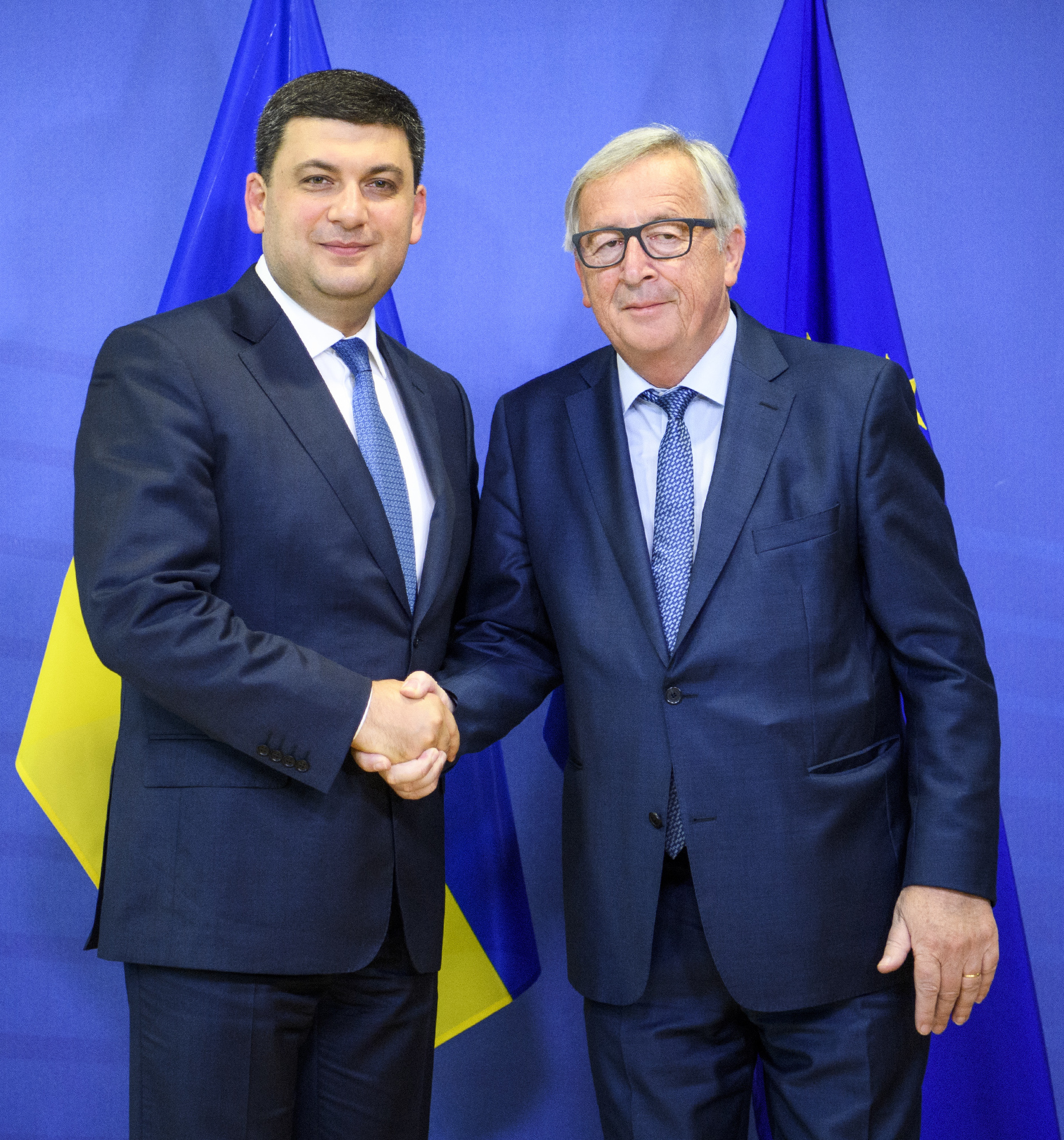
Jean-Claude Juncker avec Volodymyr Hroïsman en 2018.

En raison d'un accident de voiture survenu en 1989, Jean-Claude Juncker affirme souffrir de crises de sciatique,.
Dans les années 2010, les déboires dus à son supposé alcoolisme sont régulièrement relayées par des médias et responsables politiques,,. Alors qu’il va être élu président de la Commission européenne, en 2014, la presse se fait l’écho des inquiétudes de chefs d’État européens sur ce sujet et ainsi sur son aptitude à assurer sa fonction,,,,,. Son comportement en tant que président de la Commission européenne lors d’apparitions publiques relance ces spéculations, notamment lorsqu’il apparaît chancelant ou lorsqu’il adopte une attitude jugée exubérante avec des personnalités politiques,. Face à ces accusations répétées, Jean-Claude Juncker nie avoir un quelconque problème d'alcool et invoque une sciatique,,,.
Il est opéré en août 2019 pour se faire retirer la vésicule biliaire, puis en novembre suivant en raison d’un anévrisme aortique au niveau de l’abdomen,.

## Prises de position
Jean-Claude Juncker s'est fait remarquer par plusieurs déclarations dans les médias en relation avec certains évènements européens. Cette présence médiatique a amené certains à qualifier cela d'« omniprésence » médiatique. Pour le journal Le Point, Jean-Claude Juncker représente l'aile gauche du PPE.

### France
En 2005, alors qu'il était Premier ministre du Luxembourg et président du Conseil européen, dans le cadre du référendum français sur le traité établissant une constitution pour l'Europe, Juncker a déclaré : « Si c'est oui, nous dirons donc : on poursuit ; si c'est non, nous dirons : on continue ».
Ces propos ont soulevé des protestations à droite comme à gauche en France. Henri Emmanuelli (PS) a reproché à Juncker de vouloir « contester le suffrage universel » en France. Pour Philippe de Villiers, « c'est une blessure de la démocratie et un mépris de la souveraineté populaire ». Au lendemain de l'annonce des résultats du référendum, Juncker déclare en effet que « la procédure de ratification doit continuer dans d'autres pays » et que la situation serait évaluée au Conseil européen de la mi-juin 2005, conformément à l'acte final du traité signé par les États membres,. Il avait en effet estimé inacceptable que le processus de ratification ne puisse continuer en cas de référendum négatif de la France, estimant que les autres peuples devaient également pouvoir s'exprimer lors des référendums ou via leurs Parlements.

### Traité de Lisbonne
Après l'échec du traité établissant une constitution pour l'Europe, le traité de Lisbonne fut proposé par les chefs d’État et de gouvernements. Reprenant 90 % du contenu du traité constitutionnel (en en retirant le vocabulaire jugé trop « fédéraliste » et en adaptant certaines dispositions), le traité de Lisbonne fut critiqué car, pour certains notamment en France et aux Pays-Bas, il s'agirait d'une « forfaiture ».
Le 24 juin 2007, soit 6 mois avant la signature formelle du traité par les chefs d’État et de gouvernement, le Premier ministre luxembourgeois Jean-Claude Juncker aurait déclaré dans l'Agence Europe au sujet de ce projet de traité : « La substance du traité constitutionnel a été préservée. […] Bien entendu, il y aura des transferts de souveraineté. Mais serais-je intelligent d'attirer l'attention du public sur ce fait ? ». Cette prise de position est clarifiée au lendemain du «non» au référendum irlandais sur le traité de Lisbonne lorsque Juncker déclare : « Je pars du principe qu'il entrera en vigueur mais je ne sais simplement pas quand. S'il n'entre pas en vigueur, nous serons totalement incapables de fonctionner en Europe ».
Il ajoute également que l'UE n'est pas en position d'imposer un deuxième référendum aux Irlandais, sous-entendant que cette démarche ne pouvait être entreprise que par le gouvernement irlandais. En ce sens, Juncker réitère sa déclaration sur le fait qu'un processus de ratification soit bloqué par une minorité, estimant que la volonté des autres peuples doit être exprimée. Il s'est ainsi dit « absolument ouvert à l'idée d'un référendum à l'échelle européenne » qui « pourrait être un instrument judicieux ».

### Grèce
En 2015, après l'élection d'un nouveau gouvernement grec promettant l'organisation d'un référendum au sujet des réformes à appliquer dans le cadre de la crise grecque, Jean-Claude Juncker déclare : « Dire que tout va changer parce qu'il y a un nouveau gouvernement à Athènes, c'est prendre ses désirs pour des réalités […] Il ne peut y avoir de choix démocratique contre les traités européens… ».
Il clarifie cette position en indiquant qu'il « respect[e] le suffrage universel en Grèce, mais la Grèce doit aussi respecter les autres, les opinions publiques et les parlementaires du reste de l'Europe. Des arrangements sont possibles, mais ils n'altéreront pas fondamentalement ce qui est en place ». Il fait ainsi de nouveaux écho aux problématiques liées aux référendums nationaux par rapport à la défense de l'intérêt commun européen (c'est-à-dire également des peuples des autres États membres). Conformément au principe de bonne foi dans les traités internationaux, une fois un traité ratifié (et donc accepté après l'avoir négocié, c'est-à-dire que « le point de départ, ce sont les règles fixées d'un commun accord, entre la Grèce et l'UE »), un pays doit en appliquer les règles sinon il y a, notamment, un risque de perte de confiance en ce partenaire. Si le pays ne souhaite plus appliquer ces règles, la solution reste le retrait. Ainsi, déclarant qu'« il n'est pas question de supprimer la dette grecque. Les autres pays de la zone euro ne l'accepteront pas », Jean-Claude Juncker rappelle que l'« on ne peut pas sortir de l'euro sans sortir de l'Union européenne ».

### Autriche
En mai 2016, lors des deux premiers tours l'élection présidentielle autrichienne, qui a vu le candidat du FPÖ échouer de peu au second tour de scrutin (qui sera par la suite annulé), il déclare « à la perspective de voir la droite pure et dure et l’extrême droite l’emporter, je me sens obligé de dire que je ne les aime pas » ajoutant qu'« avec l’extrême droite, il n’y a ni débat ni dialogue possible ». Ces propos vis-à-vis de l'extrême-droite font écho à la façon dont Jean-Claude Juncker accueillit Viktor Orbán par les mots « the dictator is coming » (« voici le dictateur ») au sommet de Riga de mai 2015.
En août 2016, réagissant à la crise migratoire en Europe et aux réactions de certains États membres pour contenir le flux des migrants, il déclare que les frontières nationales sont « la pire invention des politiciens ». Il appelle à faire preuve d'une plus grande « solidarité » envers les réfugiés.

## Distinctions

### Décorations
- Chevalier de l'ordre des Arts et des Lettres
- Grand-croix de l'ordre de Mérite du grand-duché de Luxembourg
- Grand-croix de l'ordre de l'Infant Dom Henri
- Grand officier de la Légion d'honneur
- Grand-croix de l'ordre du Sauveur[66]
- Grand-croix de l'ordre de l'Étoile de Roumanie le 13 avril 2003[67]
- Commandeur de l'ordre Polonia Restituta
- Grand-croix de l'ordre royal du Christ
- Grand-croix de l'ordre des Trois Étoiles
- Collier pro Merito Melitensi
- Grand-croix d'or de l'ordre du Mérite autrichien
- Grand-croix de l'ordre du Rédempteur
- Grand-croix de l'ordre du Mérite de la République fédérale d'Allemagne
- Grand-croix de l'ordre de l'Amitié du Kazakhstan en 2008[68]
- Grand-croix de l'ordre royal norvégien du Mérite
- Grand-croix de l'ordre du Mérite de la République italienne
- Ordre du Prince Iaroslav le Sage de 1ère classe
- 1re classe de l'ordre d'Amilcar Cabral du Cap-Vert
- Ordre du Mérite de Bade-Wurtemberg en 2010
- Ordre du Mérite de Rhénanie-Palatinat en 2010
- Ordre du Mérite de Sarre en 2010
- Grand-croix de l'Ordre de Vytautas le Grand en 2013[69]
- Grand-Cordon de l’ordre du Soleil levant en 2020[70]

### Prix
- 1991 : Médaille Robert-Schuman (en) du Groupe du Parti populaire européen
- 1998 : Vision for Europe Award de l'Edmond Israël Foundation
- 1999 : prix européens des Arts manuels de la Rhénanie-du-Nord-Westphalie
- 2002 : prix Cicero-Speakers
- 2003 : prix Heinrich Braun
- 2003 : prix Quadriga
- 2005 : prix Walter-Hallstein (en)
- 2005 : Européen de l'année (en) Catégorie Voix européenne
- 2005 : Prix Elsie Kuhn Leitz (de) de la Fédération des associations franco-allemandes pour l'Europe
- 2006 : Prix international Charlemagne d'Aix-la-Chapelle
- 2006 : Prix européen de la Culture politique de la Fondation Hans Ringier
- 2006 : Prix Steiger (de) dans la catégorie Europe
- 2007 : Médaille de l'unité et de la paix de l'Archidiocèse de Paderborn
- 2007 : Médaille Coudenhove-Kalergi (de) de la Union des fédéralistes européens (Allemagne)
- 2007 : Prix de paix de la Fondation Européenne pour la Démocratie et l'Ecologie
- 2008 : Médaille d'or de la Fondation Jean-Monnet pour l'Europe
- 2008 : Prix de la citoyenneté de l'Allemagne
- 2008 : Prix Franz-Josef-Strauss (de)
- 2008 : Prix fédéral de la Rhénanie-du-Nord-Westphalie
- 2008 : Prix de la ville de Solingen
- 2008 : Prix de l'Institut Herbert-Batliner-Europa (de) de Salzbourg
- 2008 : Banquier européen de l'année
- 2009 : Prix Leopold-Kunschak (en)
- 2009 : Médaille d'or de l'Union Européenne (avec étoile)
- 2009 : Prix de la Fondation FASEL
- 2010 : Prix Winfried de la ville de Fulda
- 2010 : Collier de la Fondation du Mérite européen
- 2011 : Prix de culture européen
- 2012 : Werner Blindert Prize
- 2012 : Sigillum Magnum (en) de l'université de Bologne
- 2018 : Prix de l'innovation en Politique, de l'Institut de Politique de Vienne

### Sociétés savantes
- 2007 : Membre associé étranger de l'Académie des sciences morales et politiques
- 2007 : Membre d'honneur de l'Institut Grand-ducal, section des sciences morales et politiques
- 2009 : Sénateur d'honneur de l'Académie européenne des sciences et des arts

### Doctorathonoris causa
- 1998 : Université de Miami
- 2001 : Université de Münster
- 2003 : Université de Bucarest
- 2004 : Université Démocrite de Thrace
- 2007 : Université Strasbourg III
- 2008 : Université de Pittsburgh
- 2011 : Université nationale et capodistrienne d'Athènes
- 2010 : Université de médecine d'Innsbruck
- 2012 : Université de Sheffield
- 2013 : Université de Porto
- 2017 : Université Aristote de Thessalonique
- 2017 : Université de Salamanque
- 2017 : Université de Coimbra

### Honneurs
- 2003 : Citoyen d'honneur de la ville de Trèves
- 2004 : Citoyen d'honneur de la ville d'Orestiáda; son nom a été donné à une rue de la ville.